# Винтила
Винтила I е за кратко господар на Влашко през май 1574 г. Оспорва властта на Александру Мирчо.